# فرودگاه شهری چتم
فرودگاه شهری چتم (به انگلیسی: Chatham Municipal Airport) یک فرودگاه همگانی بهره‌برداری هوایی است که یک باند فرود آسفالت دارد و طول باند آن ۹۱۵ متر است. این فرودگاه در شهر چتم، ماساچوست کشور ایالات متحده آمریکا قرار دارد و در ارتفاع ۲۱ متری از سطح دریا واقع شده‌است.